# Craig Xen
Craig Xen, pseudonimo di Craig J. Gordwin (Houston, 24 ottobre 1994), è un rapper statunitense.
È noto soprattutto per le sue collaborazioni con XXXTentacion e per far parte del collettivo Members Only dal 2016. Nel 2015, prima di entrare a far parte dei Members Only, è stato un membro del collettivo Schemaposse con JGRXXN, fino al loro scioglimento. Nel gruppo erano presenti anche il defunto rapper Lil Peep e Ghostemane. Nel Settembre del 2019 annuncia in una diretta instagram il suo intento nel lasciare il collettivo Members Only per intraprendere una strada da solista.
Nel 2019, poco prima di pubblicare il suo EP Broken Kids Club, Craig ha annunciato l'arrivo del suo primo album in studio.

## Biografia
Craig Gordwin è nato il 24 ottobre 1994 a Houston, in Texas, ed è cresciuto principalmente con la madre, poiché il padre andò in prigione quando era piccolo e fu rilasciato molti anni dopo. Negli anni successivi, Craig non ha mai avuto modo di parlare col padre. Ha trascorso la sua infanzia nella parte sud-occidentale di Houston e si trasferì più volte tra Fifth Ward e Katy, rimanendo comunque in Texas. Gordwin ha frequentato una scuola cattolica fino al sesto grado scolastico.
Fin da bambino è sempre stato vicino al mondo della musica, infatti suo padre era amico e frequentava molti artisti di Houston come suo zio DJ Screw e il rapper Scarface. Cominciò a rappare quando aveva 6 anni insieme a suo cugino ed eseguirono la loro prima canzone davanti alla loro famiglia. In quel periodo vivevano ancora in Texas, tuttavia la città non era abituata al tipo di musica che stava creando, così decise di lasciare lo Stato per andare altrove. Tramite Twitter, fu contattato da Tyler Gro$$o che lo voleva a Los Angeles e Xen prese il volo lo stesso giorno in cui fu contattato. Secondo Craig, «la città è stata molto più accogliente per il mio suono e la cultura di cui facio parte è molto più sviluppata lì». Successivamente, Craig si trasferì in Florida dove visse assieme al rapper nonché amico XXXTentacion e altri membri del collettivo Members Only.
Il nome Craig Xen (inizialmente Zen) proveniva dal suo periodo al liceo. Secondo Xen, «ho avuto una fase in cui ero davvero appassionato di spiritualità, allucinogeni e merda del genere. E così dopo tutto ciò, volevo, tipo, meditare—è stato allora che ho iniziato a sviluppare il mio, il mio modo di pensare, tipo "Posso inseguire i miei sogni e posso fare tutto ciò che voglio! e così ero Craig Xen perché meditavo... Sono nel mio fottuto Zen quando creo».

## Carriera

### Gli inizi (2013-2017)

#### Primi brani,Infinite ☥ Militiae collaborazioni con GG Neeks
Durante il periodo al liceo, Gordwin adottò lo pseudonimo di Craig Zen. Il primo brano di Gordwin risale al 13 aprile 2013, con la pubblicazione di H.D.A.B. (acronimo di Higher Dan A Bitch) sulla piattaforma SoundCloud. Il brano è stato scritto e registrato assieme a suo cugino Dre Gordwin, noto anche con lo pseudonimo Kay Rillo, ed è stato prodotto da suo zio. Il brano fu cancellato successivamente dalla piattaforma. Il 22 giugno 2013, Gordwin pubblica un altro brano intitolato On A Mission, composto assieme a suo cugino e prodotto da Lou Koo.
Il 3 novembre 2013, Gordwin pubblica Impala, primo brano del suo primo mixtape collaborativo con Kay Rillo. Il 6 giugno 2014, il rapper pubblica il secondo brano estratto dall'album intitolato DOPE DEALERS. L'album Infinite ☥ Militia è stato pubblicato nel maggio 2015.
A maggio 2015, dopo la pubblicazione di Infinite ☥ Militia, Gordwin rilascia altri due progetti intitolati rispettivamente CHAPTER ONE - ENTER REALM e CHAPTER TWO - THE ORACLE, insieme al rapper GG Neeks.

#### I primi mixtape ufficiali e gli Schemaposse
Nel 2015, Craig Xen entra a far parte del collettivo Schemaposse, gruppo fondato dal rapper JGRXXN nello stesso anno e composto da circa 40 rapper tra cui Lil Peep e Ghostemane. Il gruppo è rimasto attivo per circa due anni, quando il 12 gennaio 2017, JGRXXN ne ha annunciato lo scioglimento in un post su Twitter. Craig Gordwin collaborò col gruppo in soli due brani negli album Chapter 1 e Chapter 2: The Analog Theory, rispettivamente nei brani Rust e Brute. Il 13 ottobre, Craig Gordwin dedica la canzone ☆LiL PEEP☆ (Freestyle) a Lil Peep. Successivamente, Peep e Xen collaboreranno insieme nel brano California World (presente nell'album California Girls di Peep), Unbreakable e Blueberry Lemonade.
Il 23 dicembre, Gordwin pubblica il suo primo singolo intitolato Bare Flesh. Il brano diventerà il primo ed unico estratto del mixtape 5 ★ THREAT. Successivamente, il brano verrà inserito nel mixtape di debutto Voltage, affiancato dagli altri due singoli Voltage e Succubus, pubblicati rispettivamente il 14 e il 18 aprile 2016.
Il 6 ottobre 2017, Gordwin pubblica Voltage, il quale viene accolto positivamente dalla critica.

#### L'incontro con XXXTentacion e il successo con i Members Only
Gordwin e Jahseh Onfroy (in arte XXXTentacion) iniziarono a parlarsi su Twitter. Successivamente decisero di incontrarsi e Jahseh raggiunse Craig a Los Angeles, per poter essere ospitato a casa sua. Secondo Craig: "Onfroy è arrivato mentre dormivo, quindi non vidi il suo messaggio fino al mattino seguente, ma c'erano talmente tante persone a casa che non c'era abbastanza spazio per lui e il suo manager (in quel momento). So che Ski era con lui". Quella notte, Onfroy dovette prenotare una stanza d'hotel. La prima volta che si incontrarono è stato al tour South Side Suicide con Pouya e i Suicideboys, essendo stati entrambi degli opener del loro tour. Dopo un tour dei Buffet Boys, Craig decise di rimanere due settimane a Miami, in Florida, dove uscì e strinse amicizia con Jahseh. Durante quel periodo, Craig conobbe Flyboy Tarantino e altri rapper e amici di Onfroy. Quando li incontrò tutti, Onfroy chiese a Craig di unirsi ai Members Only, collettivo fondato dallo stesso Onfroy assieme a Ski Mask the Slump God.
Nel febbraio 2017, XXXTentacion annuncia in un'intervista con XXL l'arrivo imminente del mixtape Members Only, Vol. 3 con il collettivo Members Only, confermando l'arrivo del suo album in studio di debutto 17 e il mixtape I Need Jesus. Il 16 aprile, dopo essere uscito dal carcere, XXXTentacion rivela la copertina del mixtape sul suo account Twitter. La copertina contiene le foto di alcuni dei suoi frequenti collaboratori come Ski Mask the Slump God e Wifisfuneral, così come articoli di stampa che parlano delle origini del collettivo. Il progetto fu pubblicato il 26 giugno, prima della data di rilascio precedentemente prevista a causa della violazione dell'account email di XXXTentacion, come rivelato dal rapper sul suo Snapchat.

### Primi progetti solisti (2018-2019)

#### Hell BenteMembers Only, Vol. 4
Il 18 maggio 2018, Gordwin pubblica il secondo mixtape ufficiale intitolato Hell Bent, anch'esso acclamato dalla critica. Il 30 giugno, Gordwin confermò l'uscita di Members Only, Vol. 4 sul suo profilo Twitter. In seguito, il rapper continuò a pubblicare immagini inerenti all'album, tramite le sue storie di Instagram. Nei mesi successivi, i membri del collettivo continuarono a far riferimento all'album.
Il 9 gennaio 2019, la casa discografica di XXXTentacion ha rivelato ufficialmente la data d'uscita. Il 21 gennaio, i membri del collettivo e associati pubblicarono sui loro social la copertina e la tracklist dell'album che uscirà il 23 gennaio 2019, in occasione di quello che avrebbe dovuto essere il giorno del ventunesimo compleanno di XXXTentacion.
Il giorno dell'uscita dell'album, i Members Only hanno intrapreso un tour intitolato Members Only V.S. The World Tour di 22 date tra gennaio e marzo 2019, co-diretto da Kid Trunks e Craig Xen e con la presenza dei membri Cooliecut, Bass Santana, Flyboy Tarantino e KinSoul. Nel marzo 2019, Craig Xen e Kid Trunks hanno annunciato che continueranno il tour con delle date in Europa, a partire dal 17 maggio in Irlanda e continuando con Regno Unito, Norvegia, Danimarca, Germania, Repubblica Ceca, Ungheria, Svizzera e Belgio.

#### Broken Kids ClubeProtect Me From Myself
Verso fine 2016, Ski Mask the Slump God e Smokepurpp diffusero lo snippet di un brano intitolato Look At My Wrist. Il 31 agosto 2017, il rapper Rich2Litt ha pubblicato una canzone intitolata Savage, in collaborazione con Ski Mask, la quale utilizza la stessa identica strumentale di Look At My Wrist, portando i fan a credere che questa fosse la versione finale della canzone precedentemente mostrata. Tuttavia, nel 2018 in una storia di Instagram, Craig Gordwin pubblica un nuovo snippet dove faceva sentire il suo verso sopra lo stesso beat. Successivamente il brano fu rinominato in Stain e fu pubblicato su tutte le piattaforme il 7 settembre 2018.
Nel novembre 2017, il rapper XXXTentacion pubblica su Snapchat lo snippet di un brano intitolato Run It Back!, composto insieme a Gordwin e prodotto da DJ Patt e Stain. Il 4 gennaio, Gordwin rivela che il brano farà parte del suo album di debutto I Wish Heaven Had Visiting Hours. Il 23 gennaio 2019, durante la prima tappa del tour Members Only V.S. The World Tour del collettivo Members Only a Santa Ana, California, Gordwin esegue la canzone nella sua interezza. Secondo Gordwin, il brano «è stato registrato durante l'ultimo periodo del vecchio X quando ancora aveva i capelli metà biondi».
L'11 novembre 2018, Craig Xen annuncia sul suo profilo Instagram l'arrivo imminente di tre progetti: I Wish Heaven Had Visiting Hours, Members Only, Vol. 4 e Love Hard, Fall Fast.
Il 13 marzo 2019, Gordwin ribattezza l'album I Wish Heaven Had Visiting Hours in Broken Kids Club, rivelando alcune copertine temporanee e fissando la data d'uscita per il 13 aprile. In tale data, tuttavia, l'album non fu pubblicato. Nello stesso mese, Gordwin continuò a pubblicare immagini inerenti all'album. Il 4 giugno, il rapper Gnar pubblica su SoundCloud il brano Death Note, chiaro riferimento all'anime e manga omonimo, in collaborazione con Lil Skies e Gordwin. Il brano è stato accompagnato da un video musicale diretto da Cole Bennett, pubblicato lo stesso giorno. Il brano è stato scritto e registrato da tutti e tre nel giro di un'ora. Il 7 giugno Il brano sarà pubblicato su tutte le piattaforme.
Il 5 giugno, Gordwin ha dichiarato su Instagram che l'album Broken Kids Club sarebbe stato trasformato in un EP e che sarebbe stata pubblicata della merce al riguardo. Due giorni dopo, tramite un post, Gordwin rivela che l'album sarà pubblicato quel giugno. Il 13 giugno, Craig Gorwin rivela che la merce sarà pubblicata a fine mese. Il 10 giugno, il rapper rivela la copertina ufficiale, la tracklist e la data d'uscita dell'album fissata per il 19 giugno 2019, mettendo l'album in pre-ordine su iTunes e rendendolo disponibile al presalvataggio su Spotify. L'album è formato da 7 tracce e prevede le collaborazioni di XXXTentacion, TankHead666, Gvllow, Flyboy Tarantino, Ski Mask the Slump God e Smokepurpp. L'11 giugno, Gordwin rivela che avrebbe pubblicato Run It Back! come singolo il giorno dopo se avrebbero raggiunto i 5000 pre-ordini dell'album Broken Kids Club. Il singolo è stato pubblicato ufficialmente il 12 giugno.
Il giorno dopo Craig Gordwin, in una storia su Instagram, in merito al cambiamento del nome, ha affermato che secondo lui "l'album è un movimento, ho deciso di costruirci attorno dal momento in cui stavo lavorando al mio full-length". Qualche giorno dopo, Craig, in un'intervista con HotNewHipHop, Craig ha rivelato che l'album in realtà "non è musica da festa. È dopo la festa, quando tutto il fumo si dirada e tutti tornano a casa e tu sei ancora sveglio fino a tarda notte e devi affrontare le tue emozioni". Inoltre, Craig ha paragonato lo stile e il genere musicale di Broken Kids Club a quello di XXXTentacion, Lil Peep e Mac Miller. Il 17 luglio, Gordwin pubblica sul suo canale Youtube il video ufficiale di Cry Baby, Cell 17, brano tratto da Broken Kids Club. Il video è stato girato al Miami Beach Botanical Garden di Miami, in Florida.
Il 15 settembre 2019, Gordwin ha pubblicato Protect Me From Myself. L'EP contiene 8 tracce, incluse quelle scartate da Broken Kids Club. Il nome dell'album prende spunto dall'omonimo tatuaggio facciale che Gordwin porta sulla fronte.
Il 28 ottobre ha pubblicato il singolo Rooted, accompagnato dal relativo video musicale.

## Stile e influenze
Attraverso suo zio DJ Screw, Craig era circondato dai pilastri della musica di Houston come Scarface.
In gioventù, Xen era appassionato di Eminem e dalla scena di Houston della quale era circondato. In una storia di Instagram, Craig ha rivelato che il suo album preferito è The Eminem Show, oltre a essere il primo che comprò in assoluto. Nella stessa storia ha rivelato anche il suo film e il suo libro preferito, rispettivamente Training Day e The Artist's Way. Durante il periodo del liceo, mentre attraversava un periodo buio della sua vita, Craig iniziò ad ascoltare Lil B, il quale lo aiutò a ritrovare il coraggio in se stesso. Tuttora, considera Lil B come una delle sue più grandi ispirazioni grazie alla sua positività e al modo in cui è diventato popolare utilizzando internet.
Gran parte dell'ispirazione e della motivazione di Craig nell'intraprendere la strada della musica è dovuta al fatto di essersi presentato ad un concerto di Wiz Khalifa, il quale, dopo l'esibizione, gli ha detto di inseguire i suoi sogni. Quella stessa notte, Craig registrò la sua prima canzone.

## Discografia

### Album in studio
- 2019 – XXXTentacion presents: Members Only, Vol. 4 (con i Members Only)
- 2020 – Why

### Mixtape
- 2015 – Infinite ☥ Militia (con Kay Rillo)
- 2015 – Chapter One - Enter Realm (con GG Neeks)
- 2015 – Chapter Two - The Oracle (con GG Neeks)
- 2015 – Decay
- 2015 – Brute
- 2015 – Xen
- 2015 – Darkwater
- 2015 – 5 Star Threat
- 2016 – Resilient
- 2016 – Waist Deep
- 2016 – Revelation
- 2016 – Martyr
- 2017 – Members Only, Vol. 3 (con i Members Only)
- 2017 – Voltage
- 2018 – Hell Bent
- 2019 – Protect Me From Myself

### EP
- 2019 – Broken Kids Club
- 2020 – God Is Watching

### Singoli
- 2016 – Bare Flesh
- 2016 – Voltage
- 2016 – Succubus
- 2018 – Killa (feat. Yung Bans)
- 2018 – Chopstix
- 2018 – Stain (feat. Ski Mask the Slump God & Smokepurpp)
- 2019 – Death Note (con Lil Skies e Gnar)
- 2019 – Run It Back! (feat. XXXTentacion)
- 2019 – Fall in Love
- 2019 – Rooted
- 2020 – Master Roshi
- 2020 – Rambo
- 2020 – Ready 4 War (con Wavy Jone$)